# Dankeskirche (Benrath)

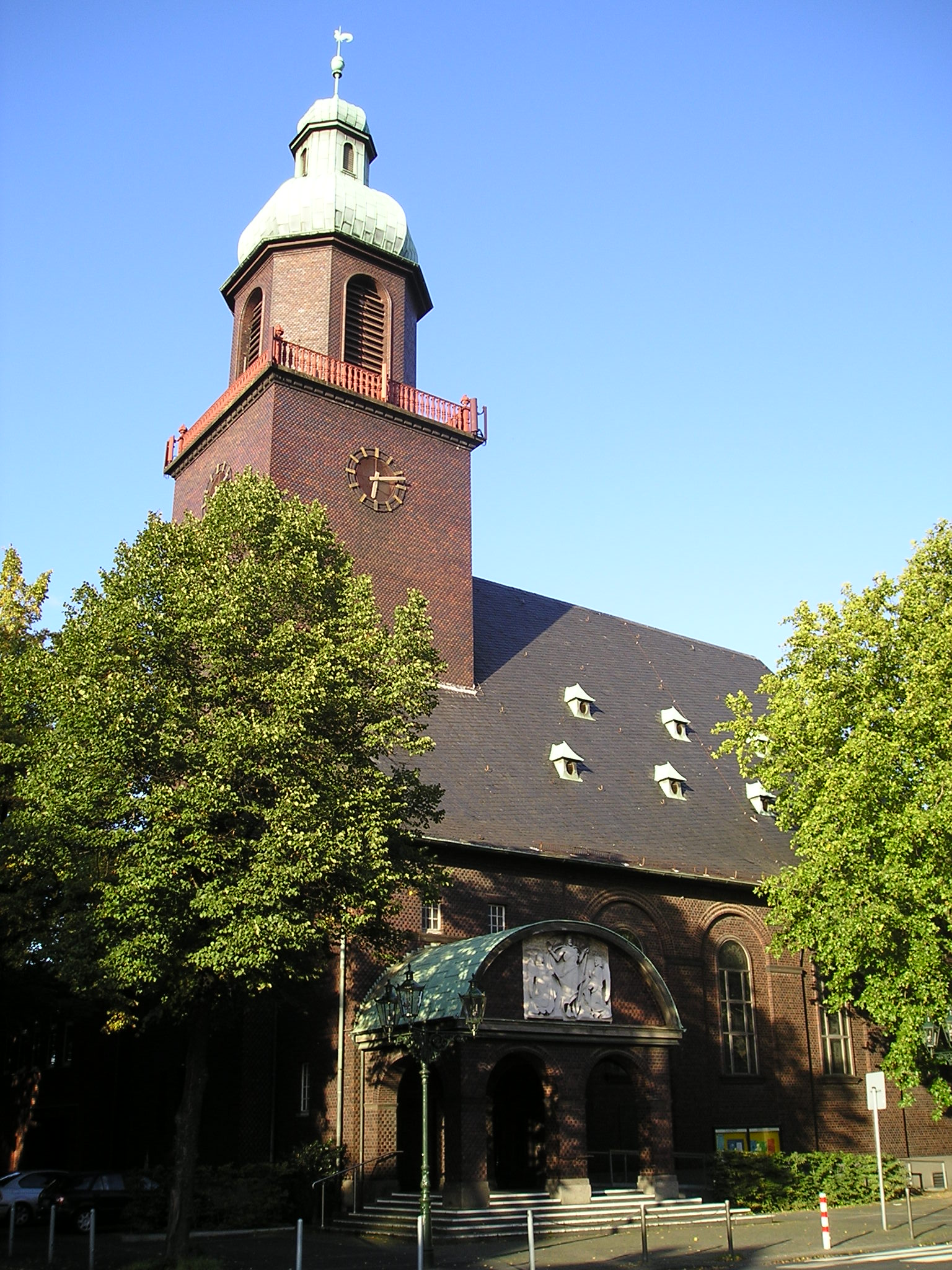
Dankeskirche in Benrath

Die Dankeskirche ist die evangelische Kirche in Düsseldorf-Benrath. Sie gehört zusammen mit der Anbetungskirche zur evangelischen Kirchengemeinde Benrath/Hassels im Kirchenkreis Düsseldorf der Evangelischen Kirche im Rheinland.

## Geschichte
Die evangelische Gemeinde in Benrath baute 1902 ihr Gemeindezentrum. Einen eigenen Pfarrer hatte die Gemeinde ab 1903. Der Grundstein zur Dankeskirche wurde 1914 gelegt, die Einweihung war bereits 1915.
Die Dankeskirche zählt zu den Bauten des Architekten und evangelischen Kirchbaumeisters Friedrich Pützer. Verantwortlicher Kirchbaumeister war Erich Müller. Nach ihm wurde die Straße benannt, die westlich an der Dankeskirche vorbeiführt.

## Ausstattung

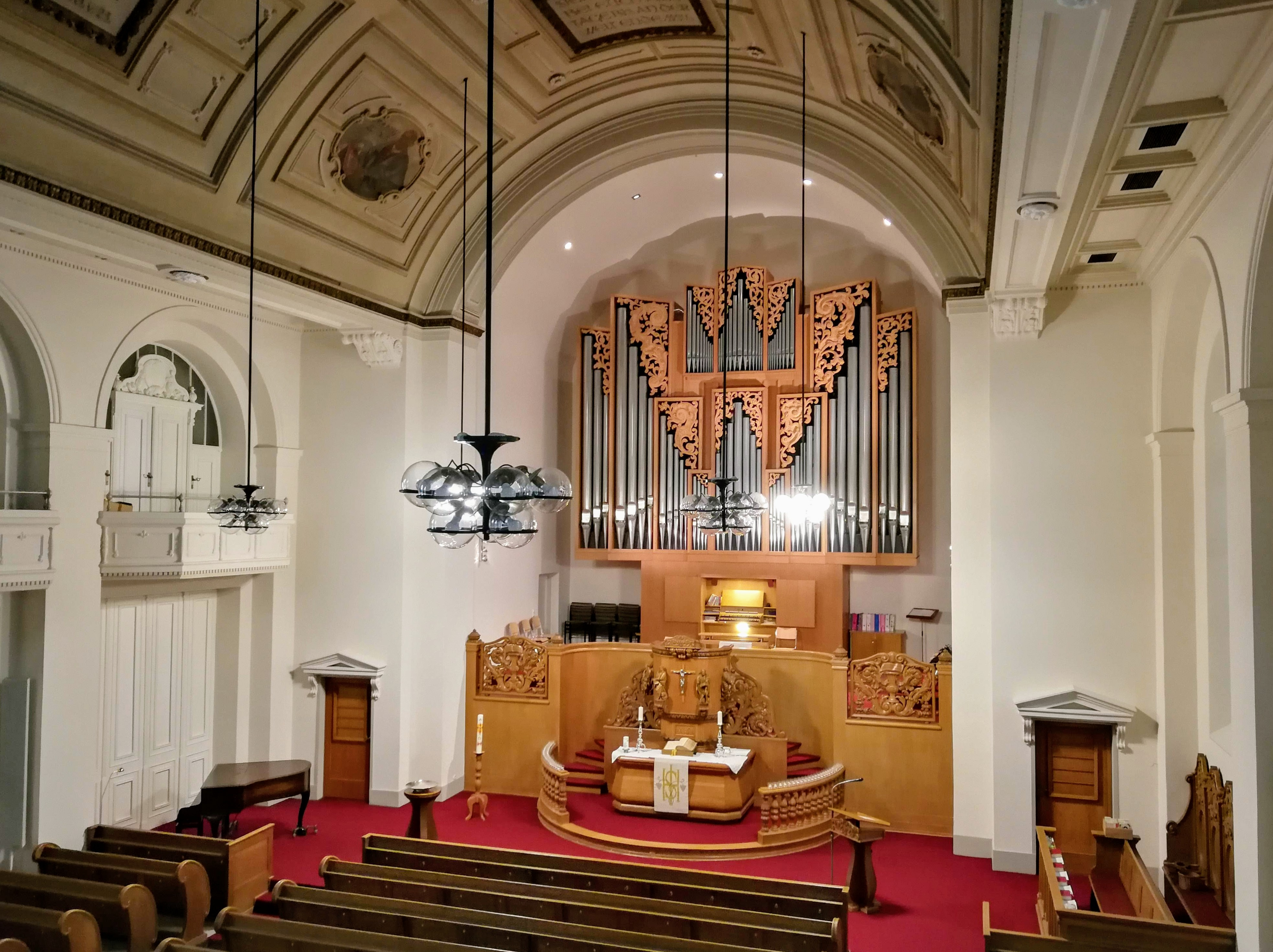
Innenraum mit Orgel

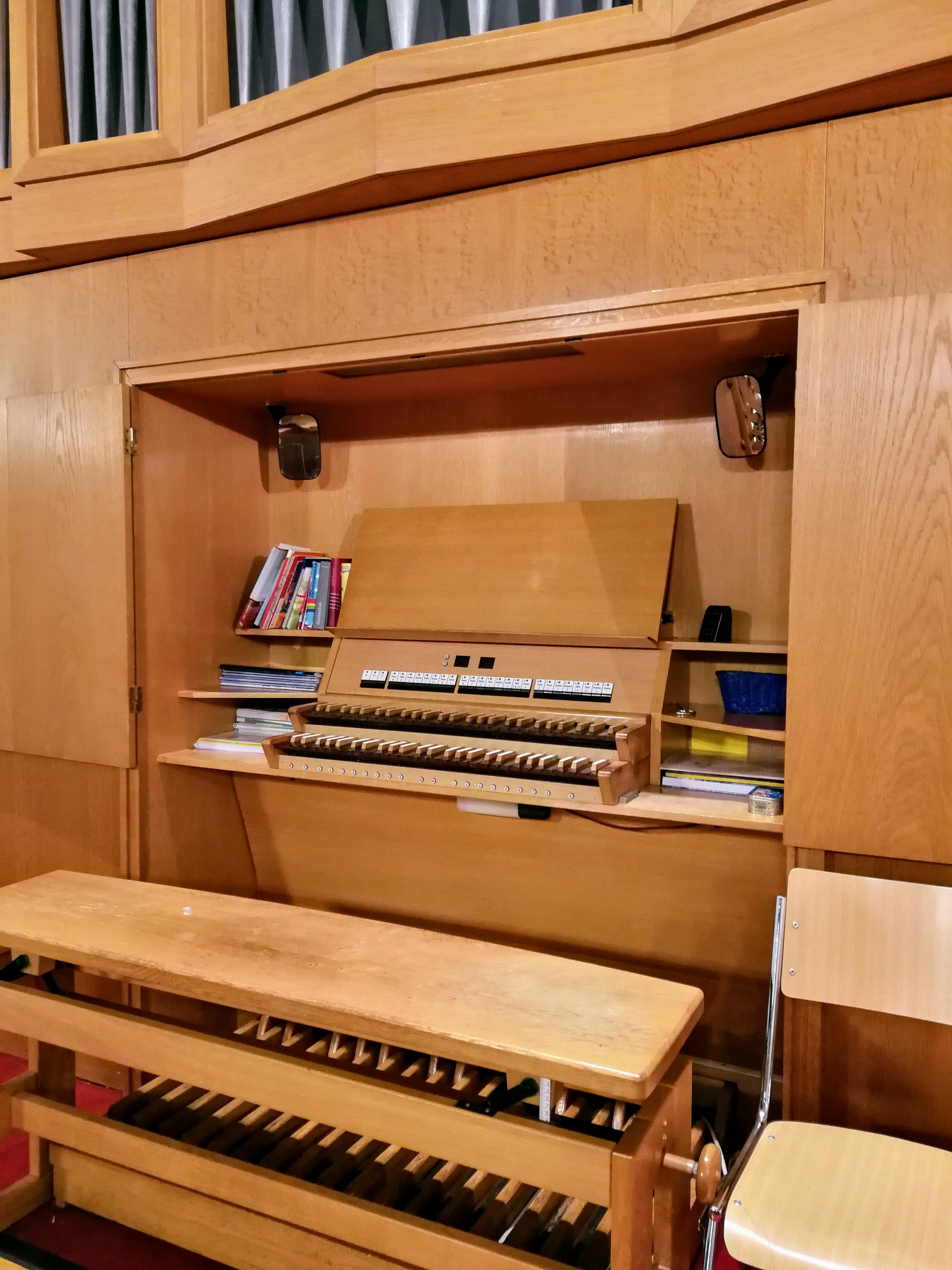
Spieltisch der Orgel

### Glasfenster
Der Innenraum wird über Rundbogenfenster im Kirchenschiff mit Tageslicht versorgt. Sie wurden 1915 geschaffen von dem Glaskünstler Otto Linnemann. Er gestaltete 1925 auch die drei Rechteckfenster in der so genannten „Ehrenhalle“ unter dem Turm.

### Orgel
Die Orgel steht nicht, wie in Kirchen überwiegend, auf der Empore im hinteren Teil der Kirche, sondern ist, wie öfter in lutherischen Kirchen des 18. Jahrhunderts, über dem Kanzelaltar an der Stirnwand des Altarbereichs angeordnet. Sie wurde 1967 von der Berliner Orgelbauwerkstatt Karl Schuke erbaut. Das Schleifladen-Instrument hat 23 Register auf zwei Manualen und Pedal. Die Spieltraktur ist mechanisch, die Registertraktur elektrisch. Die letzte Überholung erfolgte 2011.
| I Hauptwerk C–g3 |                |       |
| 1.               | Pommer         | 16′   |
| 2.               | Principal      | 8′    |
| 3.               | Rohrflöte      | 8′    |
| 4.               | Oktave         | 4′    |
| 5.               | Gemshorn       | 4′    |
| 6.               | Flachflöte     | 2′    |
| 7.               | Mixtur IV-VI 0 | 1 ⁄3′ |
| 8.               | Trompete       | 8′    |

| II Oberwerk C–g3 |                  |       |
| 09.              | Gedackt          | 8′    |
| 10.              | Principal        | 4′    |
| 11.              | Blockflöte       | 2′    |
| 12.              | Sesquialter II 0 |       |
| 13.              | Sifflöte         | 1 ⁄3′ |
| 14.              | Scharff IV       | 1′    |
| 15.              | Krummhorn        | 8′    |
|                  | Tremulant        |       |

| Pedal C–f1 |                |     |
| 16.        | Principal      | 16′ |
| 17.        | Subbass        | 16′ |
| 18.        | Gemshorn       | 8′  |
| 19.        | Rohrpfeife     | 4′  |
| 20.        | Hohlflöte      | 2′  |
| 21.        | Hintersatz V 0 |     |
| 22.        | Posaune        | 16′ |
| 23.        | Schalmei       | 4′  |

- Koppeln: II/I, I/P, II/P
- Setzeranlage

### Glocken
Dem in das Gebäude im hinteren Teil eingeschnittenen Kirchturm mit quadratischem Grundriss ist im oberen Bereich eine achteckige Glockenstube aufgesetzt, bedeckt von einer Haube mit Laterne. In der Glockenstube hängt ein vierstimmiges Glockengeläut, das um 1957 von der Glocken- und Kunstgießerei Rincker in Sinn (Hessen) gegossen wurde.

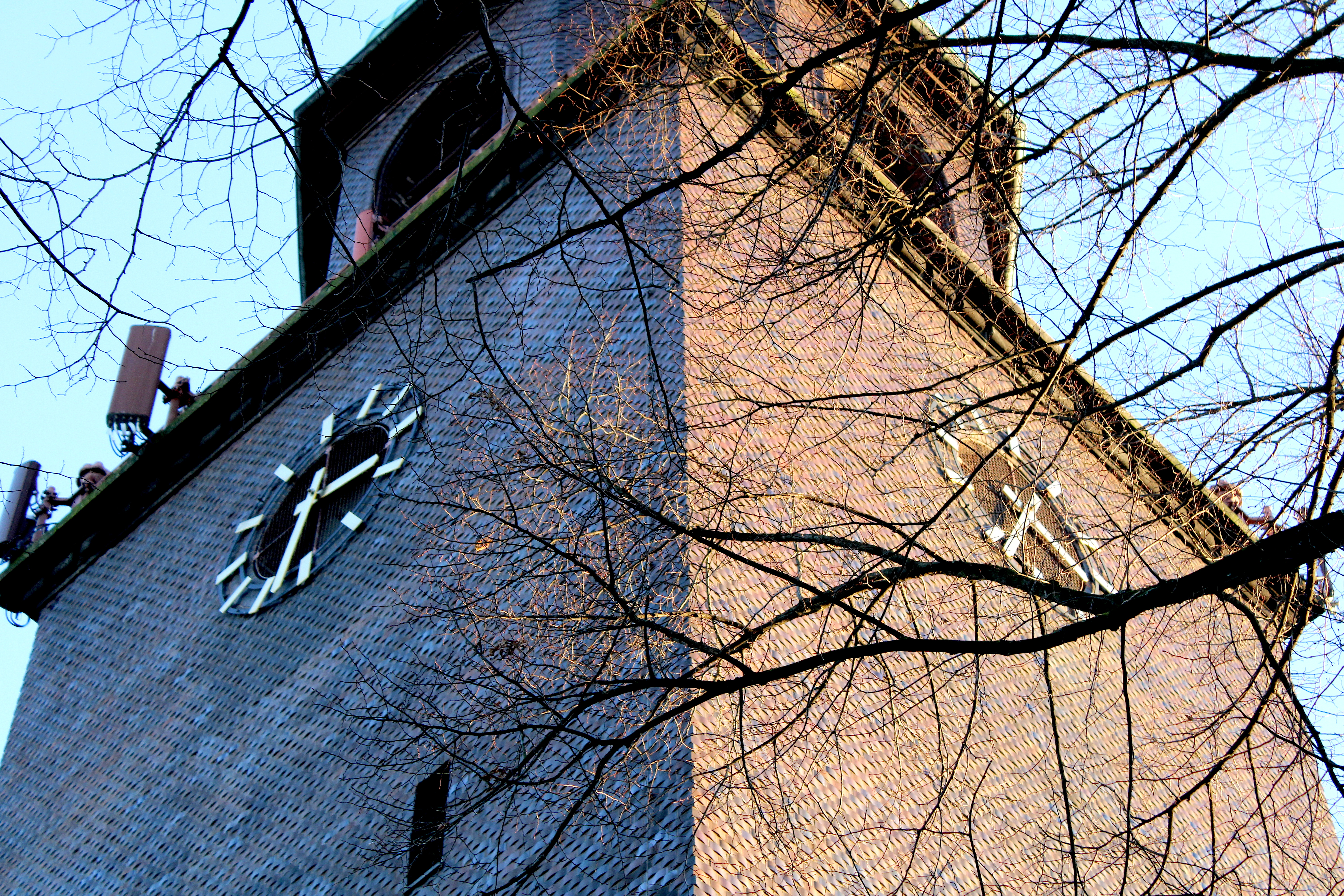
Uhr an der Süd- und Westseite des Kirchturms.

| Glocke | Name         | Schlagton | Inschrift                                                                           |
| ------ | ------------ | --------- | ----------------------------------------------------------------------------------- |
| 1      | Rufglocke    | c'        | O LAND, LAND, LAND, HÖRE DES HERRN WORT Jeremia 22, 29                              |
| 2      | Dankglocke   | d'        | SEI DANKBAR IN ALLEN DINGEN 1. Thessalonicher 5, 18                                 |
| 3      | Betglocke    | f'        | SEID FRÖHLICH IN DER HOFFNUNG, GEDULDIG IN TRÜBSAL, HALTET AN AM GEBET Römer 12, 12 |
| 4      | Sterbeglocke | g'        | WIR MÜSSEN ALLE OFFENBART WERDEN VOR DEM RICHTSTUHL JESU CHRISTI Römer 14, 10       |

### Turmuhr
Auf Vorschlag des Architekten E. L. Wehner kaufte die evangelische Gemeinde 1914 eine Uhr für den Kirchturm von der Firma Korfhage u. Söhne (Osnabrück-Buer).
Das komplexe Uhrwerk ist mit drei Zifferblättern ausgestattet – eines an der Süd-, West- und Nordseite mit einem Durchmesser von jeweils 2,25 m. Die Zeiger bestehen aus vergoldeten Stäben. Die gesamte Zugkraft eines einzelnen Kettlebell-Mechanismus in den ersten Jahrzehnten reichte für eine Woche. Bisher werden jede Viertelstunde und volle Stunde auf zwei Glocken geschlagen. Nach Eingang der Bestellung kontaktierte Korfhage den Uhrmacher Potrafke in Benrath, der sich zur Wartung der Uhr verpflichtete.
Uhr und Uhrwerk überlebten beide Kriege gut. 1957 erhielt die Uhr neue Zifferblätter, deren Vergoldung 1970 aktualisiert wurde. Im Oktober 1970 wurde der wöchentliche Antrieb auf Elektromodus umgestellt. Kurz darauf wurde das Abschalten des Uhrschlagmechanismus während der Nacht eingeführt.